# Volker Roth
Volker Roth (Salzgitter, 1942. február 1. – 2025. február 17.) német nemzetközi labdarúgó-játékvezető. Polgári foglalkozása egy egészségügyi berendezéseket forgalmazó vállalt társtulajdonosa, diplomás kereskedő.

## Pályafutása

### Nemzeti játékvezetés
A játékvezetői vizsgát 1958-ban tette le. A küldési gyakorlat szerint rendszeres partbírói tevékenységet is végzett. 1972-ben lett az I. Liga játékvezetője. A nemzeti játékvezetéstől 1986-ban vonult vissza. Első ligás mérkőzéseinek száma: 128.
| Időpont           | Helyszín                       | Mérkőzés típusa             | Mérkőzés                           |
| ----------------- | ------------------------------ | --------------------------- | ---------------------------------- |
| 1972. május 6.    | Mercedes-Benz Arena, Stuttgart | első Bundesliga mérkőzése   | VfB Stuttgart–1 FC Cologne         |
| 1986. április 22. | Weserstadion, Bréma            | utolsó Bundesliga mérkőzése | SV Werder Bremen–FC Bavaria Munich |

#### Nemzeti kupamérkőzések
Vezetett kupadöntők száma: 1.

##### Német labdarúgókupa
| Időpont         | Helyszín                             | Mérkőzés típusa | Mérkőzés                                   | Eredmény | Nézők száma |
| --------------- | ------------------------------------ | --------------- | ------------------------------------------ | -------- | ----------- |
| 1984. május 31. | Commerzbank-Arena, Frankfurt am Main | döntő           | FC Bayern München–Borussia Mönchengladbach | 1 – 1    | 61 164      |

### Nemzetközi játékvezetés
A Német labdarúgó-szövetség Játékvezető Bizottsága (JB) terjesztette fel nemzetközi játékvezetőnek, a Nemzetközi Labdarúgó-szövetség (FIFA) 1978-tól tartotta nyilván bírói keretében. A FIFA JB központi nyelvei közül a németet beszéli. Több nemzetek közötti válogatott és klubmérkőzést vezetett, vagy működő társának partbíróként segített. A német nemzetközi játékvezetők rangsorában, a világbajnokság-Európa-bajnokság sorrendjében többedmagával a 15. helyet foglalja el 7 találkozó szolgálatával. Az aktív nemzetközi játékvezetéstől 1986-ban búcsúzott. Válogatott mérkőzéseinek száma: 17.

#### Labdarúgó-világbajnokság
A világbajnoki döntőhöz vezető úton Mexikóba a XIII., az 1986-os labdarúgó-világbajnokságra a FIFA JB bíróként alkalmazta. A FIFA JB elvárása szerint, ha nem vezetett, akkor partbíróként tevékenykedett. Egy csoportmérkőzésen 2 számú besorolást kapott.
Vezetett mérkőzéseinek száma: 2 + 1 (partbíró).

##### 1986-os labdarúgó-világbajnokság

###### Selejtező mérkőzés
| Időpont            | Helyszín                      | Mérkőzés típusa           | Mérkőzés              | Eredmény | Nézők száma |
| ------------------ | ----------------------------- | ------------------------- | --------------------- | -------- | ----------- |
| 1984. október 10.  | Ullevaal Stadion, Oslo        | előselejtező (6. csoport) | Norvégia–Szovjetunió  | 1 – 1    | 13 789      |
| 1985. február 27.  | Windsor Park Stadion, Belfast | előselejtező (3. csoport) | Észak-Írország–Anglia | 0 – 1    | 28 500      |
| 1985. november 13. | İzmir Atatürk Stadion, İzmir  | előselejtező (3. csoport) | Törökország–Románia   | 1 – 3    | 19 000      |

##### Világbajnoki mérkőzés
Egyéni döntése alapján a világbajnokságot követően aktív játékvezetői pályafutását befejezte.
| Időpont          | Helyszín                       | Mérkőzés típusa              | Mérkőzés               | Eredmény | Nézők száma |
| ---------------- | ------------------------------ | ---------------------------- | ---------------------- | -------- | ----------- |
| 1986. június 3.  | Tecnológico Stadion, Monterrey | csoportmérkőzés (F. csoport) | Portugália–Anglia      | 1 – 0    | 23 000      |
| 1986. június 16. | Estadio Jalisco, Guadalajara   | egyik nyolcaddöntő           | Brazília–Lengyelország | 4 – 0    | 45 000      |

#### Labdarúgó-Európa-bajnokság
Az európai labdarúgó torna döntőjéhez vezető úton Franciaországba a VII., az 1984-es labdarúgó-Európa-bajnokságra az UEFA JB játékvezetőként foglalkoztatta.

##### 1984-es labdarúgó-Európa-bajnokság

###### Selejtező mérkőzés
| Időpont           | Helyszín               | Mérkőzés típusa           | Mérkőzés      | Eredmény | Nézők száma |
| ----------------- | ---------------------- | ------------------------- | ------------- | -------- | ----------- |
| 1983. november 9. | Wankdorf Stadion, Bern | előselejtező (1. csoport) | Svájc–Belgium | 3 – 1    | 10 000      |

##### Európa-bajnoki mérkőzés
Szakmai felkészültségének elismeréseként az UEFA JB megbízta a nyitómérkőzés vezetésével. Sir Stanley Rous, a FIFA volt elnöke szerint: "Már az a játékvezető is megtisztelve érezheti magát, aki a nagy világverseny első mérkőzését dirigálhatta. Egy nagy színjáték prológusaként irányt szabhat a többi kollégájának".
| Időpont          | Helyszín                 | Mérkőzés típusa                             | Mérkőzés            | Eredmény | Nézők száma |
| ---------------- | ------------------------ | ------------------------------------------- | ------------------- | -------- | ----------- |
| 1984. június 12. | Parc des Princes, Párizs | csoportmérkőzés (A. csoport; nyitómérkőzés) | Franciaország–Dánia | 1 – 0    | 47 570      |

#### Olimpiai játékok
Az 1984. évi nyári olimpiai játékok labdarúgó tornájának végső szakaszán a FIFA JB játékvezetői feladattal bízta meg.

##### 1984. évi nyári olimpiai játékok
| Időpont          | Helyszín                | Mérkőzés típusa              | Mérkőzés               | Eredmény | Nézők száma |
| ---------------- | ----------------------- | ---------------------------- | ---------------------- | -------- | ----------- |
| 1984. július 31. | Harvard Stadion, Boston | csoportmérkőzés (A. csoport) | Norvégia–Franciaország | 1 – 2    | 27 832      |

#### Skandináv Bajnokság
Dánia kezdeményezésére az első világháború után, 1919-től rendezték meg a Nordic Championships (Északi Kupa) elnevezésű labdarúgó tornát. 1983-ban befejeződött a sportverseny.
| Időpont         | Helyszín              | Mérkőzés típusa | Mérkőzés         | Eredmény | Nézők száma |
| --------------- | --------------------- | --------------- | ---------------- | -------- | ----------- |
| 1981. május 14. | Városi Stadion, Malmö | kőrmérkőzés     | Svédország–Dánia | 1 – 2    |             |

#### Nemzetközi kupamérkőzések
Vezetett kupadöntők száma: 2.

##### UEFA-kupa
| Időpont         | Helyszín                        | Mérkőzés típusa   | Mérkőzés                            | Eredmény | Nézők száma |
| --------------- | ------------------------------- | ----------------- | ----------------------------------- | -------- | ----------- |
| 1984. május 23. | White Hart Lane Stadion, London | döntő 2. mérkőzés | Tottenham Hotspur FC–RSC Anderlecht | 1 – 1    | 46 205      |

##### Interkontinentális kupa
| Időpont           | Helyszín               | Mérkőzés típusa | Mérkőzés                       | Eredmény | Nézők száma |
| ----------------- | ---------------------- | --------------- | ------------------------------ | -------- | ----------- |
| 1985. december 8. | Nemzeti Stadion, Tokió | döntő           | Juventus FC–Argentinos Juniors | 2 – 2    | 62 000      |

## Sportvezetőként
- 1986-tól a DFB Játékvezető Bizottságban (JB) a játékvezetők oktatásáért, képzéséért felelős,
- 1995-től a Német labdarúgó-szövetség (DFB) JB elnöke,
- 2005-től FIFA JB elnöke,
- 2010-től az UEFA JB elnöke.

## Szakmai sikerek
- 1980-ban és 1986-ban a DFB JB szakmai munkájának elismeréseként az Év Játékvezetője címmel tüntette ki.
- 2000-ben a nemzetközi játékvezetés hírnevének erősítése, hazájában 10 éve a legmagasabb Ligában (osztályban) folyamatosan tevékenykedő, eredményes pályafutása elismeréseként, a FIFA JB felterjesztésére az 1965-ben alapított International Referee Special Award címmel és oklevéllel tüntette ki.